# Rivière Jean-Pierre (réservoir Gouin)
Ne doit pas être confondu avec Rivière Jean-Pierre (Rivière Sainte-Marguerite).
La rivière Jean-Pierre est un affluent de la baie Jean-Pierre, sur la rive sud du réservoir Gouin, coulant dans le territoire de l'agglomération de La Tuque, dans la région administrative de la Mauricie, au Québec, au Canada.
La rivière Jean-Pierre coule successivement dans les cantons de Dansereau, de Bureau et de Leblanc, au sud du réservoir Gouin et du côté ouest de la partie supérieure de la rivière Saint-Maurice. La foresterie constitue la principale activité économique de cette vallée ; les activités récréotouristiques, en second.
La route 405, reliant le barrage Gouin au village de Wemotaci par la rive ouest de la rivière Saint-Maurice, dessert la vallée de la rivière Jean-Pierre et aussi la péninsule qui s’étire vers le nord sur 30,1 km dans le réservoir Gouin. Quelques routes forestières secondaires sont en usage à proximité pour la foresterie et les activités récréotouristiques.
La surface de la rivière Jean-Pierre est habituellement gelée de la mi-novembre à la fin avril, toutefois la circulation sécuritaire sur la glace se fait généralement du début décembre à la fin de mars. 
La gestion des eaux au barrage Gouin peut entrainer des variations significatives du niveau de l’eau particulièrement en fin de l’hiver où l’eau est abaissée en prévision de la fonte printanière.

## Géographie
Les bassins versants voisins de la rivière Jean-Pierre sont :
- côté nord : réservoir Gouin, baie Kikendatch, rivière au Vison, lac Brochu, rivière Wapous ;
- côté est : baie Kikendatch, rivière Saint-Maurice, rivière des Cyprès ;
- côté sud : ruisseau Norah, ruisseau Najoua, rivière Saint-Maurice, rivière Huot, rivière Manouane ;
- côté ouest : rivière Leblanc, lac des Cinq Milles, baie Kettle, lac Chapman, réservoir Gouin.

La rivière Jean-Pierre prend naissance à l’embouchure du lac Machinila (longueur : 0,5 km ; altitude : 500 m). L’embouchure de ce lac de tête est située à :
- 4,2 km au sud-est de l’embouchure de la rivière Jean-Pierre (confluence avec la baie Jean-Pierre du réservoir Gouin) ;
- 22,0 km sud du barrage à l’embouchure du réservoir Gouin (confluence avec la rivière Saint-Maurice) ;
- 40,9 km au nord-est du centre du village de Wemotaci qui est situé le long de la rivière Saint-Maurice ;
- 132 km au nord-ouest du centre-ville de La Tuque[2].

À partir de l’embouchure du lac de tête, le cours de la rivière Jean-Pierre coule sur environ 24 km selon les segments suivants :
- 5,1 km vers le nord-est, puis vers le nord en traversant le lac Jean-Pierre (longueur : 2,3 km ; altitude : 474 m) sur sa pleine longueur, jusqu’à son embouchure. Note : le lac Jean-Pierre chevauche les cantons de Dansereau, de Bureau ;
- 3,3 km vers le nord en traversant le lac Sylvain (longueur : 1,0 km ; altitude : 474 m) sur sa pleine longueur, puis le lac du Ministre (longueur : 3,9 km ; altitude : 465 m) sur 1,8 km, jusqu’à son embouchure ;
- 4,0 km vers le nord-ouest, jusqu’à l’embouchure du lac Peter (longueur : 2,9 km ; altitude : 425 m) que le courant traverse sur une centaine de mètres ;
- 3,2 km vers le nord-est entre les montagnes, jusqu’à la décharge du lac du Sud (venant de l’est) ;
- 7,4 km vers le sud-ouest en passant entre deux montagnes, coupe une route forestière, puis en traversant sur un lac (longueur : 3,5 km ; altitude : 413 m) formé par un élargissement de la rivière, jusqu’à la limite Est du canton de Leblanc ;
- 0,4 km vers le nord-ouest dans le canton de Leblanc, jusqu’à son embouchure[3].

La confluence de la Rivière Jean-Pierre avec le réservoir Gouin est située à :
- 11,7 km au sud-est du barrage Gouin ;
- 66,4 km au sud-est du centre du village de Obedjiwan ;
- 56,0 km au nord-ouest du centre du village de Wemotaci ;
- 144,7 km au nord-ouest du centre-ville de La Tuque ;
- 251 km au nord-ouest de l’embouchure de la rivière Saint-Maurice (confluence avec le fleuve Saint-Laurent à Trois-Rivières).

La rivière Jean-Pierre se déverse sur la rive est de la baie Jean-Pierre (longueur : 7,9 km s’avançant vers le sud), chevauchant les cantons d’Aubin et de Leblanc. À partir de cette embouchure, le courant coule vers le nord sur 7,5 km en traversant la baie Jean-Pierre ; puis, le courant coule vers l'est sur 12,0 km en traversant la baie Kikendatch jusqu’au barrage Gouin. De là, le courant emprunte la rivière Saint-Maurice jusqu’à Trois-Rivière], où il se déverse sur la rive nord du fleuve Saint-Laurent.

## Toponymie
Le terme Jean-Pierre est un prénom d'origine française.
Le toponyme rivière Jean-Pierre a été officialisé le 5 décembre 1968 à la Commission de toponymie du Québec.